# Velrybí maso

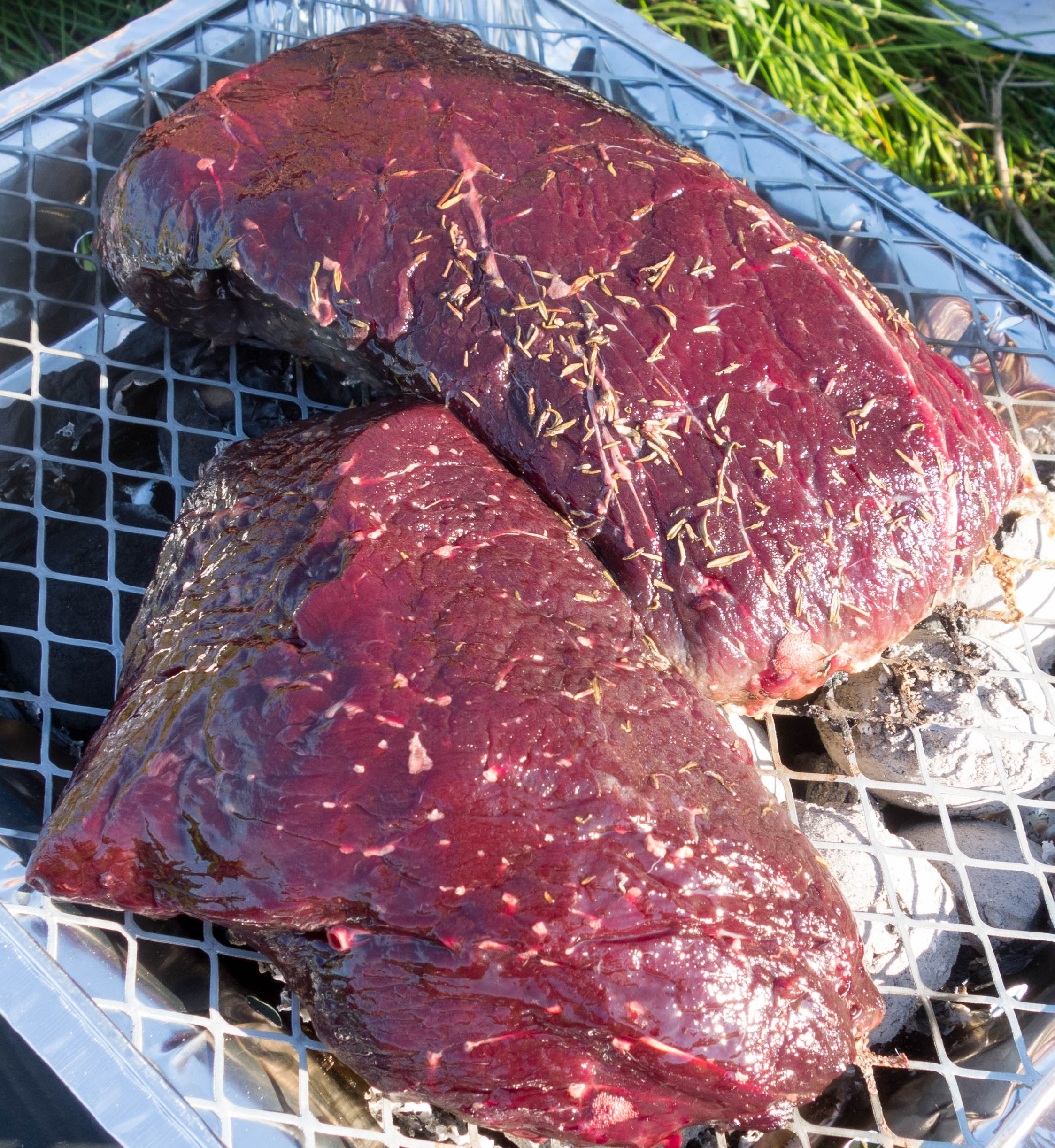
Syrové velrybí maso, Norsko

Velrybí maso může obecně označovat maso všech kytovců (velryb, delfínů, sviňuch) a všechny části zvířete, tedy sval (maso), orgány (vnitřnosti), kůži (maktak) a tuk. Poptávka po velrybím mase je ve srovnání s hospodářskými zvířaty relativně nízká. Komerční lov velryb, který se po celá desetiletí potýká s odporem, v 21. století pokračuje ve velmi malém počtu zemí (zejména na Islandu, v Japonsku a Norsku) a to i přesto, že se velrybí maso dříve konzumovalo v západní Evropě a koloniální Americe.
V oblastech, kde dochází k lovu delfínů a lovu velryb domorodými obyvateli, jsou mořští savci lokálně konzumováni jako součást existenční ekonomiky. Patří sem Faerské ostrovy, cirkumpolární arktické národy (Inuité v Kanadě a Grónsku, domorodí obyvatelé Aljašky, Čukčové na Sibiři), další domorodé národy žijící v USA (včetně Makahů na severozápadním pobřeží Pacifiku), Svatý Vincenc a Grenadiny (hlavně na ostrově Bequia), některé vesnice v Indonésii a některé ostrovy jižního Tichého oceánu.
Stejně jako pojídání například koňského masa, je i konzumace velrybího masa pro některé kultury tabu, nebo je dovoleno konzumovat velrybí maso pouze v nouzi, například ve válečném období, zatímco v jiných kulturách je považováno za delikatesu. Domorodé skupiny tvrdí, že velrybí maso představuje jejich kulturní tradici. Jeho konzumace je kritizována z hlediska ochrany volně žijících živočichů, toxicity masa (zejména kvůli obsahu rtuti) a práv zvířat.
Velrybí maso lze připravovat různými způsoby, včetně nakládání do soli, což znamená, že konzumace není nutně omezena na pobřežní komunity.

## Historie
Velryby byly v evropských vodách loveny po celý středověk pro své maso a olej. Podle tehdejší katolické praxe byli vodní živočichové obecně považováni za "ryby", proto byla velryba považována za vhodnou k jídlu i během postní doby a dalších "hubených období". Alternativním vysvětlením je, že církev považovala "horké maso" za látku zvyšující libido, a proto činila jeho konzumaci nevhodnou během svátků. Části masa ponořené ve vodě, jako například velrybí nebo bobří ocasy, byly považovány za "studené maso". Tyto praktiky byly dány zákony o půstu a abstinenci v katolické církvi.
Konzumace velrybího masa v Evropě neskončila ve středověku, ale populace velryb v blízkých oceánech se nejspíše zhroutila kvůli nadměrnému lovu, zejména u kosticovců rodu Eubalaena v Biskajském zálivu. Evropští velrybáři (zejména Baskové) se proto museli vydávat do Nového světa, aby lovili velryby. Nizozemci a Vlámové se ve středověku také aktivně podíleli na velrybářském obchodu. Řada záznamů o obchodování s velrybím masem a jeho zdaněním pochází z historických Flander (zasahující až do měst jako Arras nebo Calais v departmentu Pas-de-Calais).
Francouzský chirurg Ambroise Paré napsal, že "maso nemá žádnou hodnotu, ale jazyk je měkký a lahodný, podobně i tuk, který byl distribuován v mnoha provinciích a jedl se s hráškem během postní doby". Tento tuk, známý jako craspois nebo lard de carême, byl potravou pro chudší vrstvy. Velrybářský průmysl v Kanadě a USA mohl dodávat vyškvařený tuk, který částečně pokrýval evropskou spotřebu.
V rané Americe mohli námořníci na palubách velrybářských lodí po vyškvaření jíst tuk, který nazývaly "škvarky" nebo "smažené placičky", o nichž se říkalo, že jsou křupavé jako toast. V koloniální Americe bylo také častěji konzumováno maso a další části kulohlavců (Globicephala). Na počátku rozsáhlého komerčního lovu velryb však nebylo velrybí maso konzumováno širokou americkou veřejnost, protože ho tzv. civilizovaní lidé nepovažovali za vhodné k jídlu.

## Nutriční hodnota
Nutriční obsah se liší v závislosti na části velryby. Charakteristickým znakem velrybího masa je, že většina tuku je koncentrována v podkoží, takže červené maso má nízký obsah tuku a je bohaté na bílkoviny. Červené maso má také vysoký obsah železa. Tuk je bohatší na mastné kyseliny, jako je kyselina dokosahexaneová a kyselina dokosapentaenová kyselina, které jsou považovány za prospěšné lidskému zdraví.

## Geografie

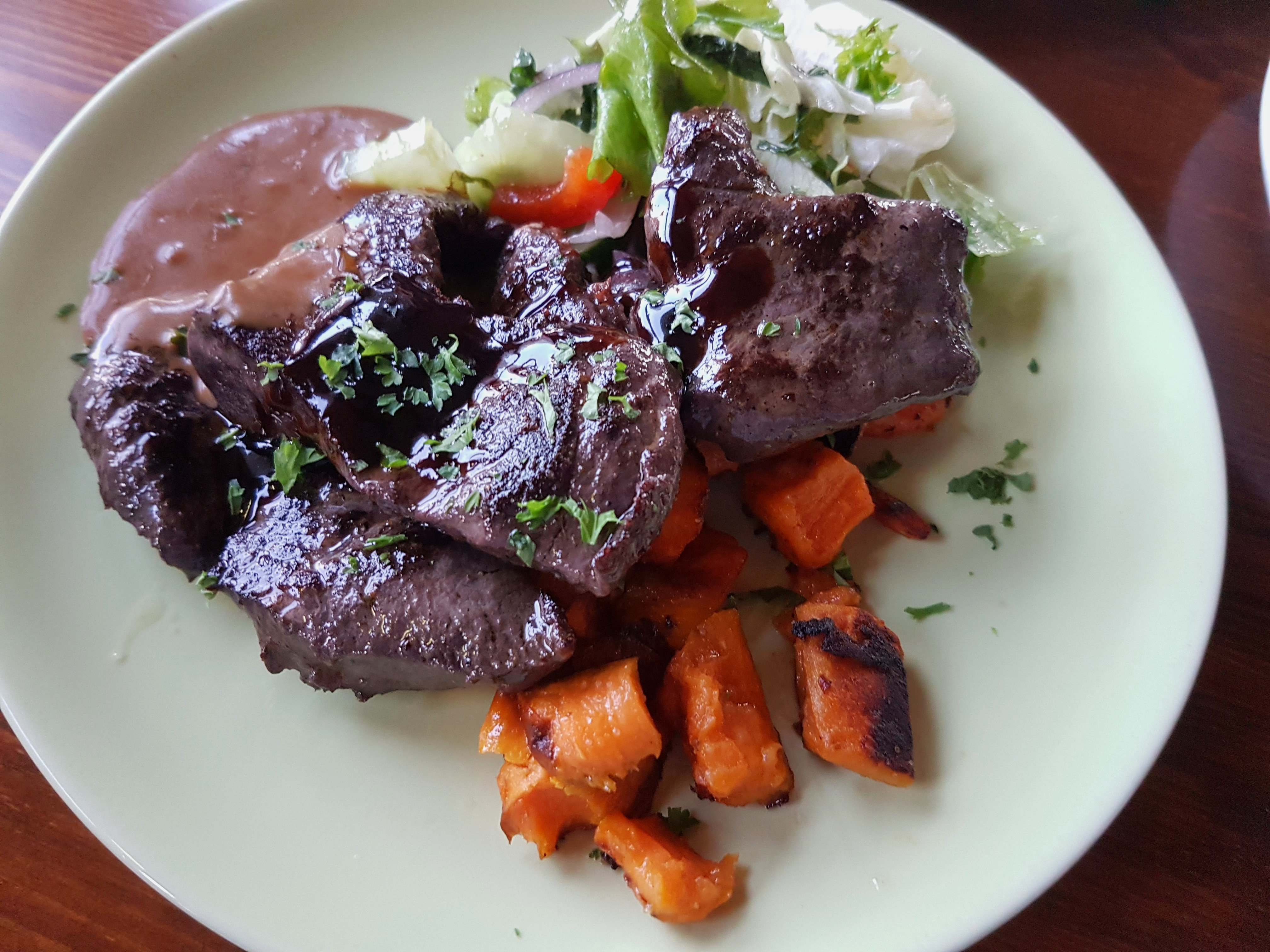
Marinované velrybí maso s batáty, Island

V místech jako je Norsko, Island či Aljaška je velrybí maso možné podávat bez koření. Může se však i nakládat, marinovat nebo z něj připravovat sušené maso.

### Norsko
V Norsku bylo velrybí maso levnou a běžnou surovinou až do 80. let 20. století. Dalo se použít mnoha způsoby, ale často se vařilo v hrnci s poklicí v troše vody, čímž se vytvořil vývar a poté se podávalo s bramborami a zeleninou.
V 21. století je velrybí maso ulovené v Norsku primárně konzumováno lidmi. V roce 2014 bylo prodáno 113 metrických tun drobů a dalších vedlejších produktů na výrobu krmiva pro kožešinový průmysl. Velrybí maso se v Norsku také používá jako speciální surovina pro výrobu krmiva pro domácí mazlíčky. Podle průzkumu v letech 2009 až 2010 jedlo velrybí maso přibližně 80 % Norů. Asi 32 % ho jedlo jednou či dvakrát ročně. V roce 2018 bylo do Japonska vyvezeno přibližně 153 tun velrybího masa.

### Grónsko
Konzumace velrybího masa grónskými Inuity je součástí jejich kultury. V roce 2010 však velrybí maso začali konzumovat i turisté. Vyšetřování Whale and Dolphin Conservation (WDC) zdokumentovalo praxi komerčních velkoobchodníků, kteří si najímají velrybářské lodě pro vlastní potřebu, aby uspokojili poptávku supermarketů. Velrybí produkty se v Grónsku prodávají i ve čtyřhvězdičkových hotelech.

### Island
Island oznámil obnovení jednoletého povolení, které umožňuje obnovení komerčního lovu velryb, což je kontroverzní a široce kritizovaný krok. Toto rozhodnutí se setkalo s velkým zklamáním a obavami ze strany ochránců životního prostředí a ochranářských skupin po celém světě.

### Japonsko

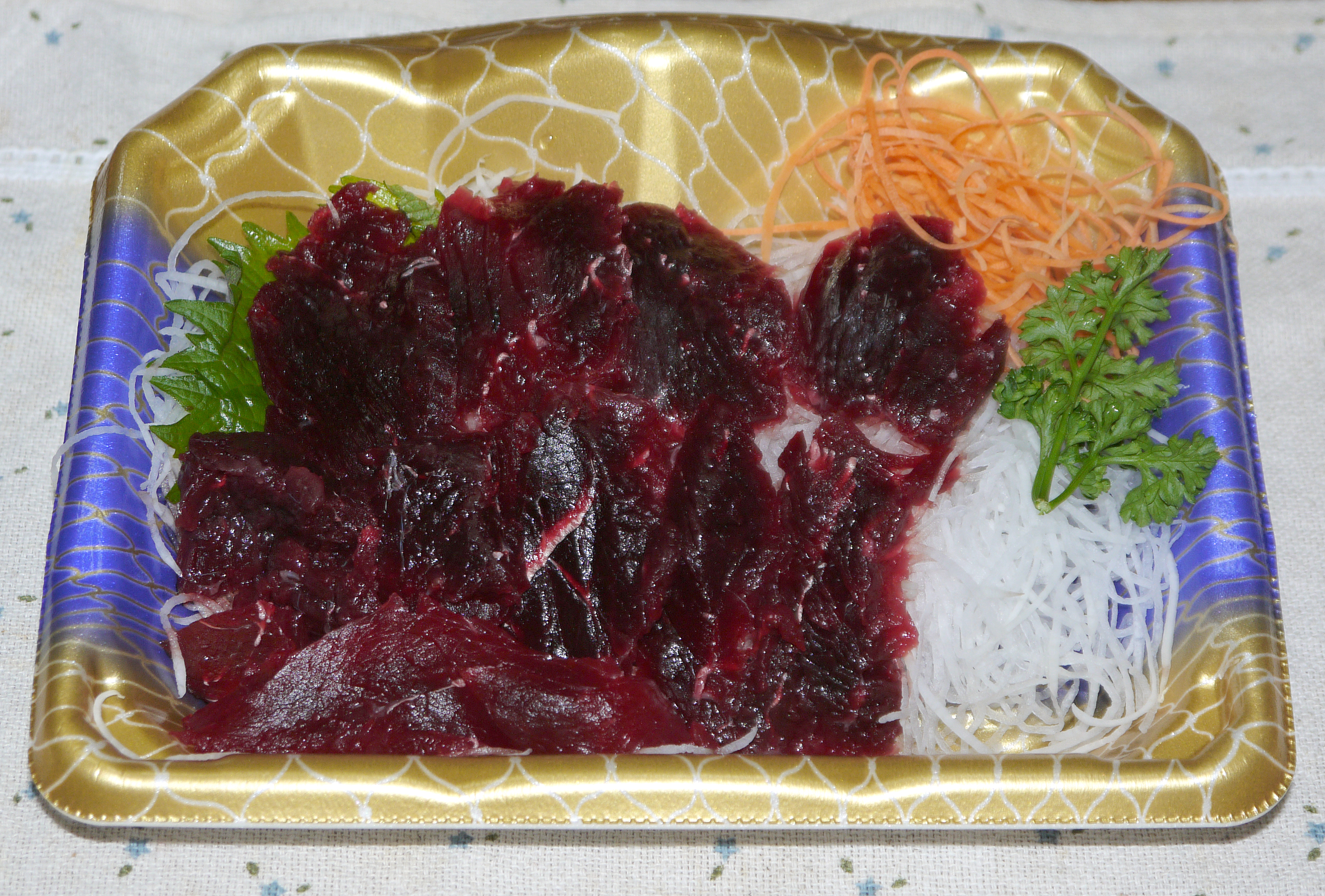
Sašimi z velrybího masa

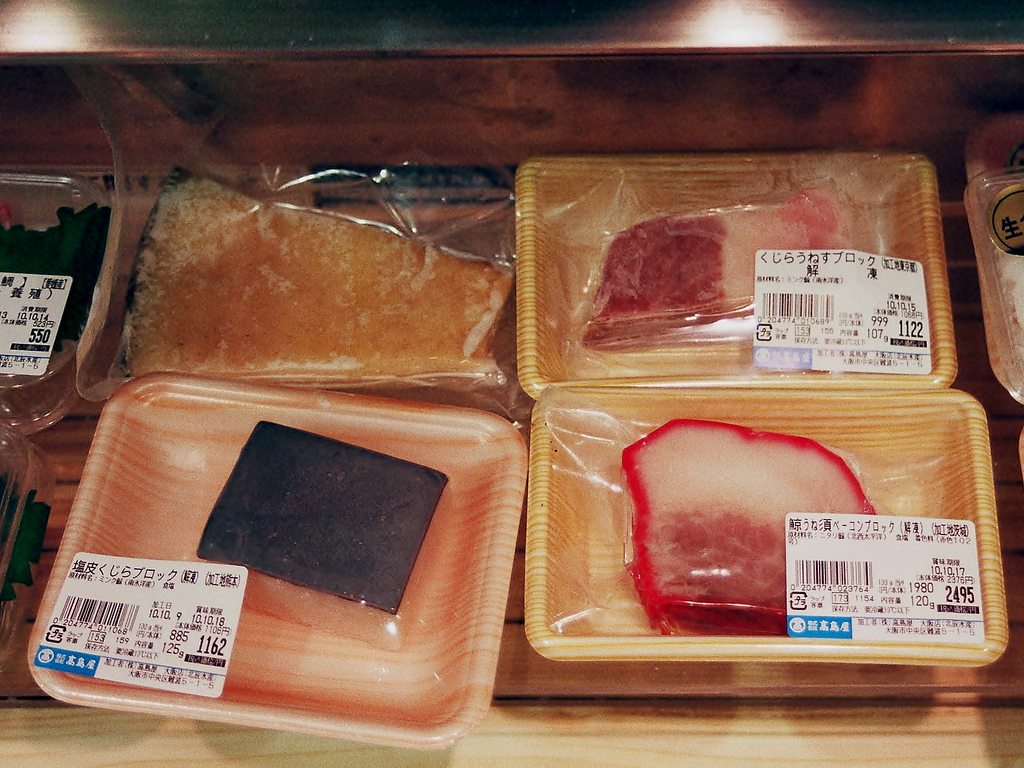
Různé typy velrybího masa

Velryby se v Japonsku lovili pro maso již před rokem 800. Po druhé světové válce se velrybí maso kvůli poškození japonské infrastruktury stalo důležitým zdrojem bílkovin.
V 21. století se v Japonsku obvykle zpracovává maso z břišní a ocasní části. Na počátku 19. století bylo známo 70 různých typů masa. Lidé stále nazývají břišní a ocasní kusy masa jejich speciálními názvy, podobné označení mají i pro další části těla, jako je například jazyk. Například maso z ocasu není totéž co maso z ploutve.
Greenpeace tvrdí, že část masa na japonském trhu pochází z nelegálních zdrojů. Podle nich bylo maso nelegálně propašováno od členů posádky výzkumných lodí a že se loví více masa, než kolik lidé dokáží spotřebovat, přičemž až 20 % úlovku z roku 2004 zůstalo neprodáno. V 21. století se velrybí maso v Japonsku konzumuje jen zřídka. Podle průzkumu, který si nechala v roce 2005 vypracovat organizace Greenpeace, vyplynulo, že 95 % Japonců velrybí maso konzumuje jen velmi zřídka nebo nikdy.

#### Názvy částí velrybího masa používané v Japonsku
Existují různé části velrybího masa, kdy má každá část jinou chuť. Stejně tak existují různé metody přípravy masa. V Japonsku se tradičně dělí na následující části. Existuje však mnoho japonských dialektů, kdy se názvy liší.
Břišní maso, pocházející z měchovitého podbřišku kosticovců "od spodní čelisti k pupku", se nazývá unesu (ウネス) a vyrábí se z něj velrybí slanina.
Ceněné ocasní maso, nazývané onomi (尾の身) nebo oniku (尾肉), jsou dva proužky svalu, které se táhnou od hřbetu k bázi ploutve. Toto maso je považováno za nejkvalitnější část. Ocasní maso je považováno za mramorované a konzumuje se jako sašimi nebo tataki. Masanori Hata, zoolog, spisovatel a provozovatel útulku pro zvířata, vychvaloval delikatesní ocasní maso. Lze jej získat pouze z větších kosticovců a maso plejtváka myšoka (Balaenoptera physalus) je považováno za nejkvalitnější. Když byl lov tohoto druhu zakázán, maso které v té době bylo stále k dispozici, bylo označeno za "staré zboží", bylo tak legitimizováno mražené maso ze zvířat ulovených v době, kdy byl ještě jejich lov legální. V minulosti, kdy lov plejtváka obrovského (Balaenoptera musculus) ještě probíhal ve všech zemích, se v Japonsku tradičně podávala jejich ocasní ploutev.
Libové červené maso ze hřbetní a břišní části se nazývá akaniku (アカニク). Je to nejběžnější část, která tvoří 30-40 % vyprodukovaného masa. Prodává se za mnohem nižší ceny, než ocasní maso. A dříve se v Japonsku z tohoto masa připravovaly školní obědy. Opakem akaniku je bílé maso zvané širodemono (シロデモノ). Tento termín se obecně používá pro podkožní tuk.
Ocasní ploutev se označuje slovem oba (尾羽) nebo obake (尾羽毛). Po nasolení se nakrájí na tenké plátky, spaří horkou vodou, opláchne a podává se jako saraši kudžira. Jazyk, nazývaný saezuri (さえずり) či seseri (セセリ), se považuje za vysoce kvalitní část a použit může být například do luxusních odenů. Chuť se liší mezi spodní a horní částí a obecně je bohatý na tuk. Smažená kůže po vyškvaření tuku se nazývá koro.
Slovo Himewata (ヒメワタ) označuje jícen, který se konzumuje vařený. Slovo hyakužó (ヒャクジョウ) je výraz pro žaludek. Kromě vaření se používá také na smažení. Hyakuhiro (ヒャクヒロ) neboli tenké střevo se konzumuje vařené. Mamewata (マメワタ) označuje ledviny. Ty se mohou vařit nebo nakrájet na tenké plátky a použít na sašimi. Plíce označuje japonský výraz fukurowata (フクロワタ) a kromě vaření se konzumují i zasyrova.
Játra označovaná jako karagimo (カラギモ) nejsou běžně konzumována, ale používají se k výrobě jaterních olejových kapek. V sovětské velrybářské flotile ze s nich připravovali steaky.
Hongawa (ホンガワ) označuje kůži a podkožní tukovou vrstvu. Kromě toho, že se připravuje jako sašimi, se používá také na výrobu koro. Jako kanoko (カノコ) se označuje maso z kloubů od brady po líce, kdy je sval mramorován tukem. Toto maso se označuje i výrazem sunoko (スノコ). Ačkoliv se jedná o stejně mramorované maso, přesto je tužší než maso z ocasu. Konzumuje se jako harihari nebo sašimi.
Slovo takeri (タケリ) označuje penis. V období Edo se věřilo, že má léčivé vlastnosti. Pro varlata se používá výraz kinsō (キンソウ). Ty lze vařit či je nakrájet na tenké plátky a konzumovat. Pro klitoris se používá výraz hina (ヒナ).
Kaburabone (カブラボネ) je chrupavčitá tkáň nacházející se v uvnitř horní čelistní kosti. V období Edo se zpracovávala na pochoutku zvanou kujiranoši. Kohige (コヒゲ) je výraz pro dásně, které se dají nakrájet na tenké plátky a sníst.

### Domorodé obyvatelstvo Aljašky
Po tisíce let byli domorodí obyvatelé Aljašky v arktické oblasti závislí na velrybím mase. Maso se získává s legálních, nekomerčních lovů, které se konají dvakrát ročně, a to na jaře a na podzim. Maso se skladuje a konzumuje po celou zimu.
Tikiġaġmiut z etnika Iñupiat (aljašských Inuitů), žijící na pobřeží Aljašky, rozdělovali úlovek na deset částí. Tučný ocas, považovaný za nejlepší část, náležel kapitánovi lodi, zatímco méně žádané části byly dány jeho posádce a dalším lidem, kteří pomáhali s lovem.
Kůže a tuk, známý jako muktuk, odebíraný z velryby grónské (Baleana mysticetus), běluhy severní (Delphinapterus leucas) a narvala (Monodon monoceros), je také ceněn a konzumuje se syrový nebo vařený. Mikigaq je fermentované velrybí maso.

### Faerské ostrovy
Lov velryb na Faerských ostrovech v severním Atlantiku se praktikuje přibližně od doby prvních severských osad na ostrovech. Ročně je zde uloveno přibližně 1000 kulohlavců černých (Globecephala melas). Lov probíhá zejména v létě. Lov, ve faerštině zvaný grindadráp, je organizován na komunitní úrovni.
Maso i tuk se skladují a připravují různými způsoby, včetně jako pokrm zvaný tvøst og spik. Čerstvé maso se často vaří. Součástí faerské kuchyně je i možnost podávat maso jako steak zvaný grindabúffur. Toto jídlo se skládá z masa a tuku, který se solí a poté hodinu vaří a podává se s bramborami. Maso se také může sušit a podávat nakrájené na tenké plátky. Součástí večírků může být tzv. kalt borð (studený stůl), na kterém jsou nabízeny různé studené pokrmy, mezi nimiž může být i sušené velrybí maso, sušený tuk nebo tuk konzervovaný ve vodě s velkým množství soli atd. Tradičně se velrybí maso konzervovalo zavěšením solených kusů nazývaných likkjur venku pod střechou, aby se sušily na větru. Tato metoda se používá dodnes, zejména na vesnicích. V moderní době je možné maso i tuk skladovat také v mrazničkách.
V roce 2008 hlavní lékař Faerských ostrovů Høgni Debes Joensen a Pál Weihe z Ministerstva veřejného a pracovního zdraví doporučili, aby kulohlavci již nebyli považováni za vhodné k lidské spotřebě kvůli přítomnosti derivátů DDT, PCB a rtuti v jejich mase. Jejich doporučení vycházelo z výzkumu, který naznačuje korelaci mezi příjmem rtuti a vysokou mírou Parkinsonovy choroby na ostrovech. S platností k 1. červnu 2011 Faerský úřad pro potraviny a veterinární péči obyvatelům doporučil, aby nekonzumovali játra ani ledviny a aby si dopřáli maximálně jednu porci velrybího masa měsíčně. Ženám navíc doporučil, aby velrybí maso nekonzumovali, pokud plánují mít děti, a aby se zcela zdržely konzumace velrybího masa pokud kojí, jsou těhotné nebo plánují otěhotnět v následujících třech měsících.

### Spojené království
Během druhé světové války zavedl britský ministr potravin přídělový systém, ale povolil distribuci velrybího masa "mimo příděl", tj. bez omezení. Maso nebylo populární, protože vůně při jeho vaření byla považována za "nepříjemnou" a chuť byla považována za "nevýraznou", i když bylo maso kořeněné. V období po druhé světové válce bylo stále velrybí maso dostupné jako nepřídělová alternativa k jiným druhům masa. Maso prodávané pod názvem whacon, bylo popisováno jako "maso z velrybího masa bez rybí příchuti" a bylo téměř identické s hovězím masem, až na to, že bylo "nahnědlé místo červené". Ministerstvo potravin zdůrazňovalo jeho vysokou nutriční hodnotu.

## Druhy velryb a jejich chuť
Říká se, že velrybí maso má různou chuť v závislosti na druhu, ze kterého pochází. Často se s ním zachází stejně, avšak vzhledem k tomu, že obecným pojmem "velrybí maso" chápeme maso různých druhů kytovců (Cetacea), lze situaci přirovnat k výroku, že maso tuňáka a makrely jsou téměř chuťově stejné protože patří do podřádu Scombridae (což samozřejmě není pravda, jejich chuť se výrazně liší). Jelikož však posouzení lahodnosti či nechutnosti do značné míry závisí na individuální subjektivitě, kultuře, prostředí atd., lze pouze obecně říci, že chuť masa se do značné míry liší mezi ozubenými (Odontoceti), kam řadíme vorvaňovité (Physeteridae) či delfínovité (Delphinidae) a kosticovci, kam patří například plejtvákovití (Balaenopteridae). Je to proto, že se zásadně liší jejich stravovací návyky. Každý druh má navíc odlišný způsob života, což také ovlivňuje chuť jejich masa.
Maso vorvaňovitých má tak silnou chuť, že se obecně nepovažuje za vhodné ke konzumaci. Maso vorvaňů se kromě Japonska konzumuje pouze zřídka, s výjimkou části Indonésie. V Japonsku existuje zvyk jíst koro, což je zbytek po vymačkání velrybího oleje z velrybí kůže. Protože se však olejové složky (vosk a estery) těžko stravují, může konzumace velkého množství tohoto pokrmu, bez předchozího odstranění oleje, způsobit průjem.
Další zástupci ozubených mají také maso silné chuti, i když ne tak výrazné jako u vorvaňů. Preference těchto mas se liší v závislosti na oblasti i vkusu jednotlivců. Např. na Okinawě se podávají pokrmy, které se skládají ze smaženého masa s krví.
Naproti tomu maso kosticovců má údajně méně štiplavou chuť a chutí se blíží hovězímu masu. Červené maso se chutí podobá koňskému masu a byly zaznamenány případy, kdy bylo prodáváno koňské maso vydávané za velrybí. Avšak i mezi kosticovci existují značné chuťové rozdíly v závislosti na druhu. Např. plejtvák malý (Balaenoptera acutorostrata) má údajně jemná vlákna, ale je to malý druh velryby s relativně malým množstvím tuku. Vysoce efektivní v produkci velrybího masa jsou např. plejtváci sejval (Balaenoptera borealis), kteří jsou konzumováni již od období Edo. Ocasní maso těchto plejtváků je bohaté na tuk a je považováno za luxusní zboží.
Podobně jako u jiných divokých zvířat, se i velrybí maso liší podle ročního období. 

## Toxicita
Testy odhalily, že ve velrybím mase prodávaném v Japonsku jsou přítomny vysoké hladiny rtuti a dalších toxinů. Výzkumná studie, kterou provedli Tetsuya Endo, Koichi Haraguchi a Masakatsu Sakata na Hokkaidské univerzitě, zjistila vysoké hladiny rtuti v orgánech velryb, zejména v játrech. Uvedli, že "akutní intoxikace může být důsledkem jejich jediné požití". Studie zjistila, že vzorky jater prodávané v Japonsku obsahovaly v průměru 370 mikrogramů rtuti na gram masa, což je 900krát více než je nastavený vládní limit. Hladiny zjištěné v ledvinách a plicích byly přibližně 100krát vyšší než je daný limit. Tento efekt je však spíše způsoben trofickou úrovní zvířete než jeho velikostí. To znamená, že existuje významný rozdíl mezi hladinami rtuti u ozubených velryb a kosticovců. První mají mnohem vyšší koncentraci, protože se živí velkými rybami a savci, zatímco druzí se živí planktonem.
Studie provedená na dětech z Faaerských ostrovů v severním Atlantiku ukázala neurologické problémy pramenící z toho, že matky konzumovaly maso z kulohlavců během těhotenství.